# Burgstall Willanzheim
Burgstall Willanzheim bezeichnet eine abgegangene Niederungsburg im unterfränkischen Willanzheim. Daneben existierte in Willanzheim im Mittelalter eine weitere burgähnliche Anlage, die als Turmhügel Willanzheim bezeichnet wird und zeitweise mit dem Burgstall verwechselt wurde.

## Geographische Lage
Der Burgstall Willanzheim befindet sich etwa 310 m nordöstlich der Martinskirche von Willanzheim inmitten des bebauten Gebietes des Dorfes. Die Niederungsburg befand sich auf einer etwa 259 m ü. NN hohen Anhöhe. Die Iphöfer Straße führt an der ehemaligen Burg vorbei. Die Straße Schloßhof etwas südwestlich der ehemaligen Burg verweist auf die befestigte Anlage. Auf den aufgelassenen Burggraben weist noch ein unbenannter Zufluss zum Breitbach hin, der das Areal durchschneidet.

## Geschichte
Die Geschichte der Burg ist eng mit der des Dorfes Willanzheim verbunden. Der Ort war Sitz eines regionalen Adelsgeschlechts, der Herren von Willanzheim, die im Jahr 1137 mit „Gerung“ erstmals erwähnt wurden. Gerung schenkte die Burg, bei der es sich wohl bereits um den heutigen Burgstall handelte, mit Zugehörungen und einigen Dienstmannen 1140 an das Domstift Würzburg bzw. den Bischof Embricho. Das Domstift gab die Burg daraufhin an verschiedene Adelsgeschlechter zu Lehen. Im Jahre 1300 besaß sie Friedrich II. zu Castell.
Im 14. Jahrhundert erwarb Kaiser Karl IV. die „Veste“ in Willanzheim für 27.000 Pfund Heller. Er plante seine Herrschaftsgebiete in Böhmen und Luxemburg durch eine Landbrücke zu verbinden, Willanzheim lag strategisch günstig. Als Lehensmann setzte Karl Konrad von Seinsheim ein, er wurde 1363 erstmals als Burgmann genannt. Die Willanzheimer Burg blieb lange Zeit Lehen der Krone Böhmens.
Noch im 14. Jahrhundert wurden allerdings zwei Adelsgeschlechter mit den Gütern in Willanzheim belehnt. Das eine residierte in der Burg nahe der Kirche, dem heutigen Burgstall, die andere Familie errichtete weiter südlich eine Weiherhausanlage, den heutigen Turmhügel Willanzheim. Erst im 15. Jahrhundert gelang es Hans von Wenkheim beide Burgen und damit die Herrschaft über Willanzheim zu erwerben. 1425 verkaufte Götz von Wipfeld seine Behausung für 800 Gulden, 1428 stieß auch Stefan Zöllner (von der Hallburg) seine Burg ab.
In der Folgezeit kam es um die Güter in Willanzheim zum Rechtsstreit von Leonhard von Wenkheim mit dem Hochstift Würzburg. Die Kontrahenten legten 1479 ein neues Zinsbuch an, das einen Fronhof, den Fuchshof, das Schloss und den Büttelhof erwähnt. Erst im Jahr 1482 wurden die Streitigkeiten durch einen Kompromiss beigelegt. Fortan teilten sich Würzburg und die Wenkheim die Vogtei. Nach dem Tod von Leonhard im Jahr 1506 teilten sich seine Kinder wieder die Besitzungen in Willanzheim.
Wahrscheinlich gab man in der Folgezeit das Weiherhaus im Süden auf und bewohnte nur noch die Burg, den heutigen Burgstall. Im Jahr 1511 verkauften die Wenkheim die Anlage an Asmus von Ehenheim, der allerdings erst 1517 mit dem Schloss vom König von Böhmen belehnt wurde. Der Willanzheimer Besitz wurde in den folgenden Jahrzehnten mehrfach vererbt. Mit der Reformation gelang es dem Hochstift Würzburg die volle Dorfherrschaft auf sich zu vereinen. Das Schloss wurde Sitz eines Amtskellers.
Nach der Auflösung des Hochstifts Würzburg durch die Säkularisation im Jahr 1803 verkaufte man das Schloss an Privatpersonen. Bereits im 17. Jahrhundert hatte es seine Befestigung verloren und wurde als schlichter Hof genutzt. Im Jahr 1911 wandelten die damaligen Eigentümer die Überreste in eine Scheune um. Heute werden die untertägigen Überreste der ehemaligen Burganlage vom Bayerischen Landesamt für Denkmalpflege als Bodendenkmal geführt.

## Beschreibung
Die Burg wurde in den Quellen mehrfach beschrieben, sodass einige Elemente des ehemaligen Erscheinungsbildes rekonstruiert werden können. Im Jahr 1425 wurden eine Behausung (wohl ein Wohnbau), Mauern und Gräben genannt, sodass man davon ausgehen kann, dass es sich um eine Wasserburg gehandelt hat. Noch 1629 erwähnte man einen Graben und eine Brücke. Den Mittelpunkt der Anlage bildete damals der Innenhof mit einer Kemenate.
Heute haben sich nur noch wenige Überreste der ehemaligen „Veste“ erhalten. An der Iphöfer Straße stehen noch einige Mauerteile mit einer Ecklisene, die heute mit einem Walmdach überbaut sind. Die Burg war wohl mit Quadermauerwerk errichtet. Spuren ehemaliger Gräben haben sich im Umfeld der Anlage erhalten. Ein an einem Torbogen angebrachtes Wappen der Herren von Guttenberg mit der Jahreszahl 1661 verweist vielleicht auf einen hochstiftischen Amtskeller auf der Burg.